# Kermes austini
Kermes austini är en insektsart som beskrevs av Edward MacFarlane Ehrhorn 1899.
Kermes austini ingår i släktet Kermes och familjen eksköldlöss. Inga underarter finns listade i Catalogue of Life.